# Panacela lewinae
Panacela lewinae – gatunek motyla z rodziny Eupterotidae i podrodziny Panacelinae.

## Taksonomia
Gatunek ten opisany został w 1805 roku przez Johna Williama Lewina jako Bombyx lewinae.

## Opis

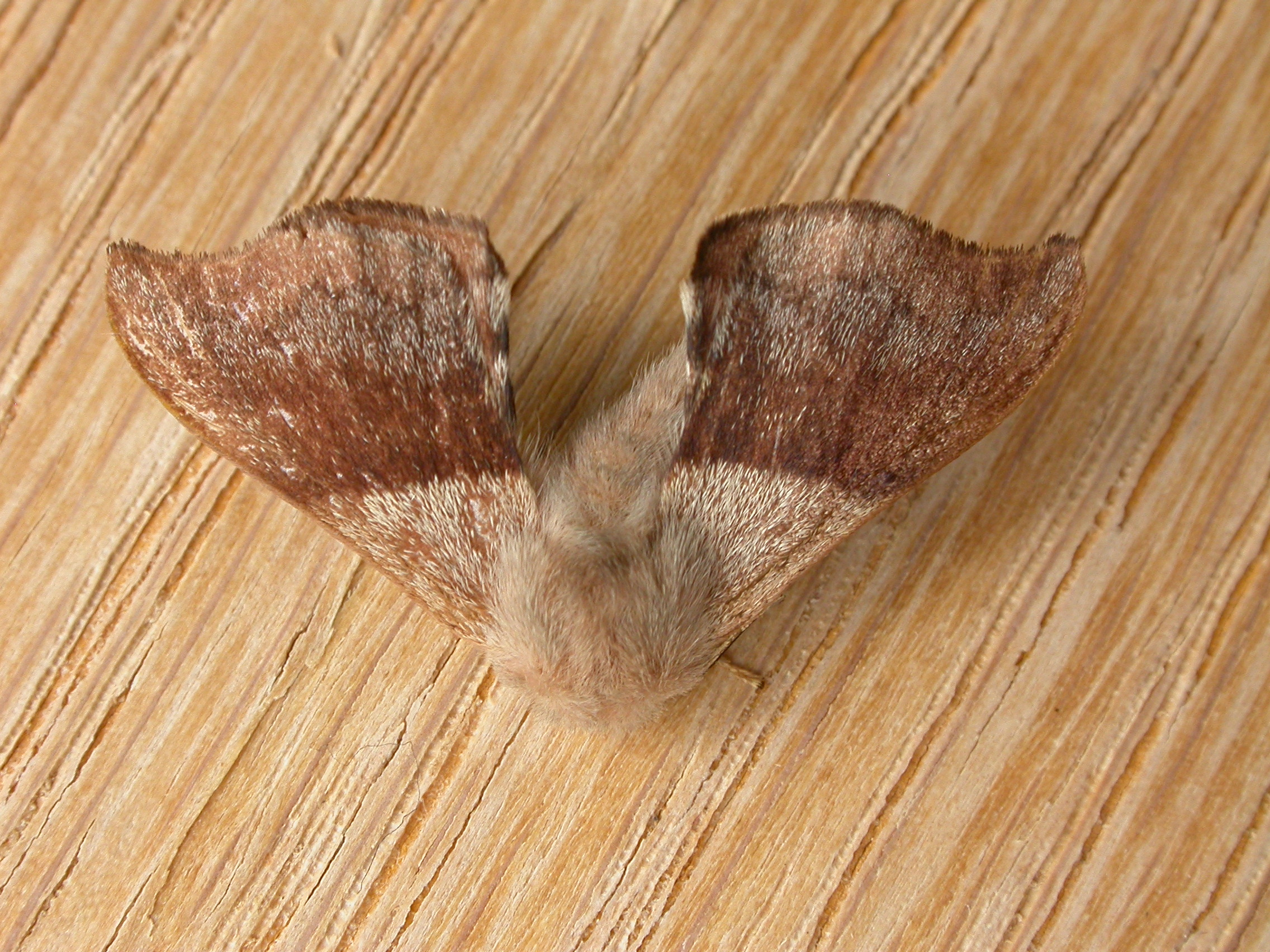
Samiec

Motyl ten osiąga od 25 do 40 mm rozpiętości skrzydeł. Przednia ich para u samców jest czerwonobrązowa z ciemniejszą przepaską, a jej wierzchołki zagięte są łukowato. Samice mają skrzydła barwy czerwono- do purpurowobrązowej.
Gąsienica jest owłosiona z krótkim, zaokrąglonym czubkiem.

## Biologia i ekologia
Imagines aktywne są nocą. Zasiedlają lasy. Gąsienice również aktywne są nocą, a żyją w grupach w worku utkanym z jedwabnej nici między gałęziami drzew. Do ich roślin pokarmowych należą eukaliptusy, Lophostemon sp., Angophora sp. i Syncarpia sp..

## Rozprzestrzenienie
Gatunek endemiczny dla Australii, gdzie występuje od południowego Queenslandu do Nowej Południowej Walii.